# Tsing Pao
Tsing Pao el. Tipao, der betyder Rapport fra Paladset eller Kejserens Efterretninger, var en type publikationer, der blev udstedt af centrale og lokale myndigheder i det kejserlige Kina. De blev introduceret i Kina i 400-tallet. 
Tsing Pao indeholdt såvel officielle meddelelser som nyheder fra forskellige dele af det kinesiske kejserrige, og skrifterne anses for at være blandt verdens ældste officielle nyhedskanaler eller nyhedsbreve. Der var ikke tale om en egentlig avis eller magasin, som først optræder i det 8. århundrede i form af Kaiyuan Za Bao (el. Kaiyuan Chao Pao), der anses for at være verdens første avis.
Tsing Pao nyhedsbrevene blev trykt med trykplader, udskåret af træ. Som følge af den tidskrævende og komplicerede produktionsmetode udkom de med meget uregelmæssige mellemrum, men nyhedsbrevet blev først endeligt indstillet i forbindelse med det kinesiske Manchu kejserriges fald i 1911. 